# Bagshot Park

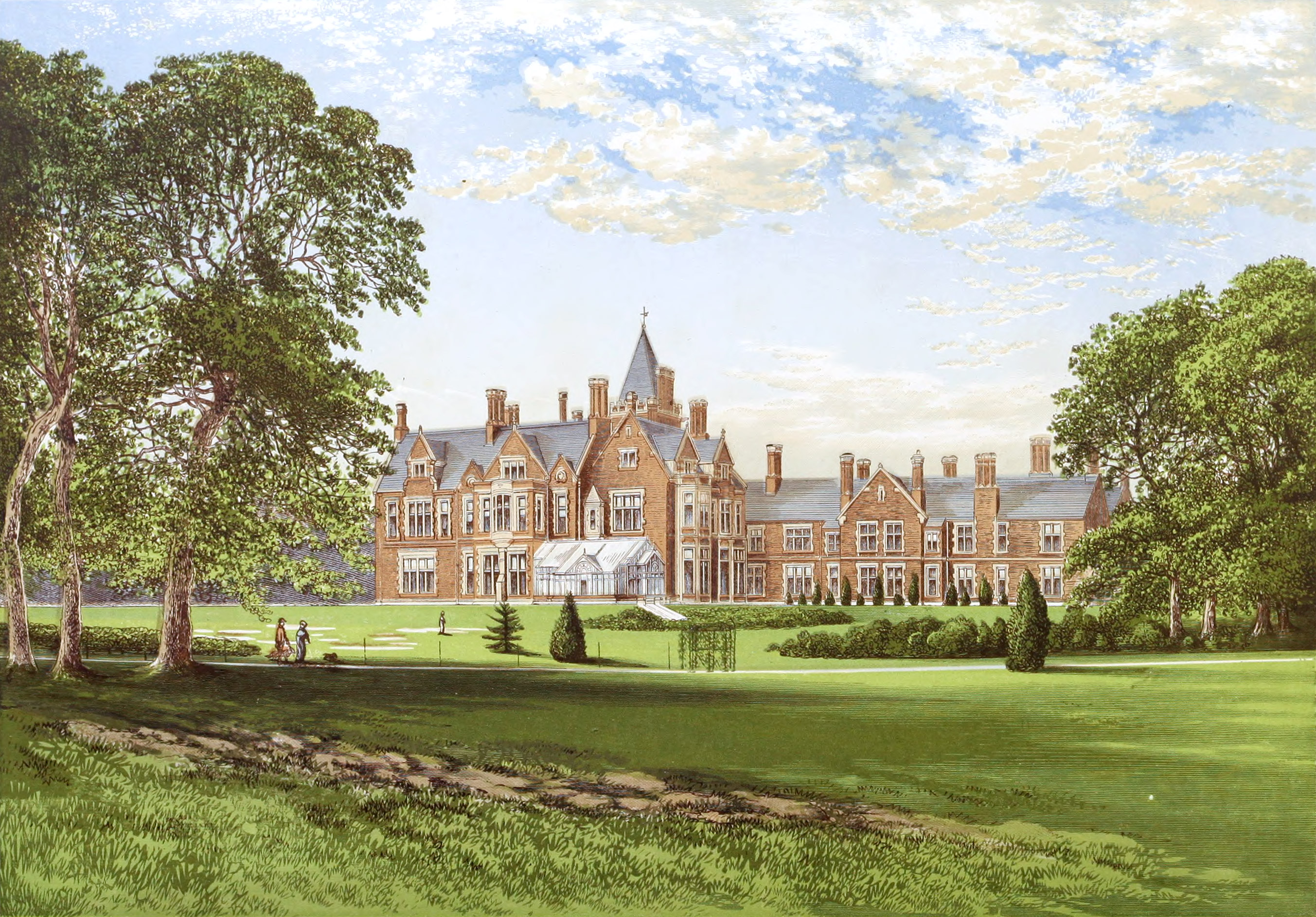
Bagshot Park (1880)

Bagshot Park ist eine königliche Residenz in Großbritannien.

## Lage
Bagshot Park befindet sich in der Nähe der Ortschaft Windlesham in der englischen Grafschaft Surrey, etwa 18 km südlich von Windsor. 

## Geschichte
Ursprünglich stand an dieser Stelle Bagshot Lodge, ein 1631–1633 für Karl I. von Inigo Jones entworfener Landsitz. 
1798 erfolgte durch Sir John Soane ein Umbau des Gebäudes für den späteren König Wilhelm IV., der hier bis 1816 lebte. Anschließend nutzte William Frederick, Duke of Gloucester and Edinburgh mit seiner Frau das Haus. 
1860 wurde das alte Gebäude abgerissen und bis 1879 die heutige Residenz für Prinz Arthur, einen Sohn von Königin Victoria, errichtet. Prinz Arthur war zeitweilig Generalinspekteur des Heeres und später Generalgouverneur von Kanada. Er starb 1942 in Bagshot Park. Später nutzten verschiedenen Einrichtungen des Militärs das Anwesen.

## Heutige Nutzung

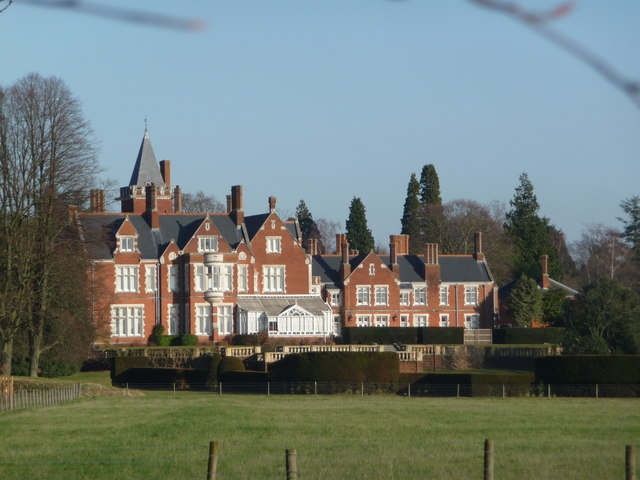

Königin Elisabeth II. stellte Bagshot Park ihrem jüngsten Sohn Prinz Edward anlässlich seiner Hochzeit mit Sophie Rhys-Jones als Wohnsitz zur Verfügung. Das 57-Zimmer-Haus wurde grundlegend renoviert und war auch Sitz der Filmproduktionsfirma des Prinzen, bevor er das Geschäft aufgab. Das Anwesen, welches Kritiker oft als hässlich bezeichneten, war der letzte große Palastbau des britischen Königshauses. Die Inneneinrichtung ist teilweise im indischen Kolonialstil gestaltet, wofür insbesondere der Billard-Raum beispielhaft ist.